# Bóng ma của Abraham Lincoln (bức ảnh)

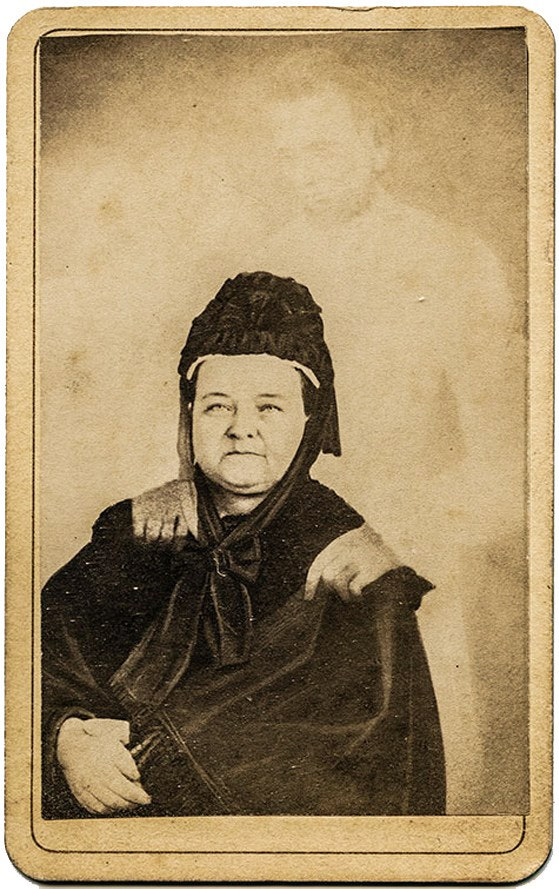
Bức ảnh Bóng ma của Abraham Lincoln, với bóng người màu trắng mờ nhạt đứng đằng sau Mary Todd Lincoln được hiểu là Abraham Lincoln.

Bóng ma của Abraham Lincoln (tiếng Anh: Ghost of Abraham Lincoln) là một bức ảnh được chụp bởi nhiếp ảnh gia người Mỹ William Mumler vào năm 1872, cho thấy một bóng người màu trắng mờ nhạt, được hiểu là hồn ma của tổng thống Hoa Kỳ Abraham Lincoln, đứng đằng sau người vợ của ông, Mary Todd Lincoln. Đến nay nhiều người vẫn chưa rõ bức ảnh được tạo ra như thế nào.
Bức ảnh hiện là tài sản thuộc Thư viện Công cộng Quận Allen, thành phố Fort Wayne, bang Indiana.

## Lịch sử

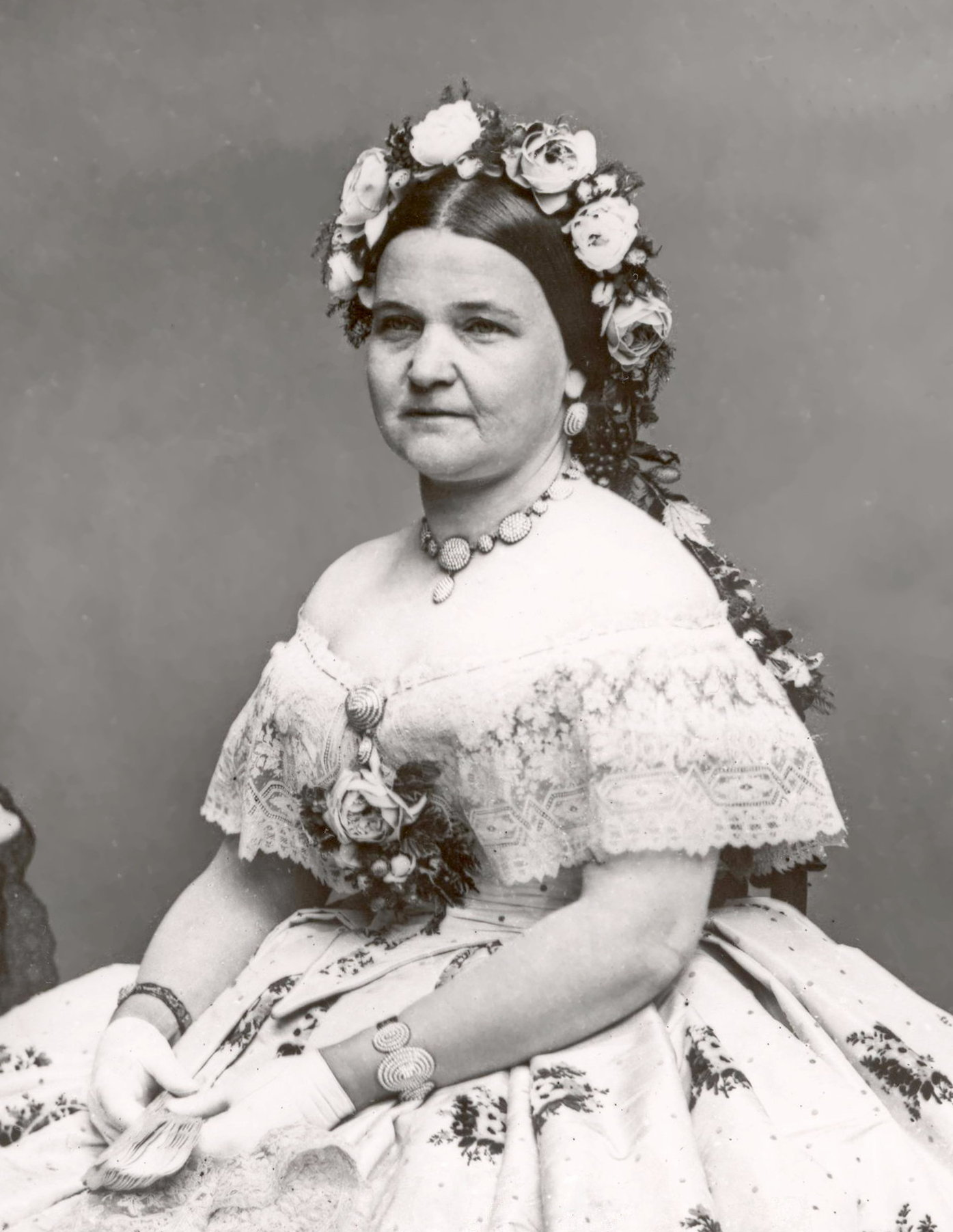
Mary Lincoln năm 1861.

Mumler bắt đầu chụp ảnh hồn ma vào năm 1862. Ông đã mời nhiếp ảnh gia nổi tiếng J. W. Black để tìm hiểu phương pháp chụp ảnh mà ông sử dụng, nhưng Black không thể biết được "ma" xuất hiện như thế nào trong các bức ảnh của Mumler. Suốt những năm 1860, sự nghiệp của Mumler được giữ vững và nhiều nhà tâm linh đã tìm đến ông để xin chụp ảnh. Một trong những lý do khiến nhu cầu chụp ảnh tăng vọt là cuộc Nội chiến Hoa Kỳ khiến hơn 600.000 người chết. Ông từng nhiều lần bị buộc tội gian lận và bị đưa ra xét xử vào tháng 5 năm 1869. Bên công tố đã đưa ra một danh sách các phương pháp khả thi mà Mumler có thể đã sử dụng để làm giả những bức ảnh, nhưng không ai trong số chúng có thể được chứng minh với một lý do thỏa đáng. Ông sau đó được tuyên bố trắng án và sự nghiệp nhiếp ảnh của ông vẫn tiếp tục.
Vào tháng 2 năm 1872, Mary Lincoln vẫn đang để tang chồng của bà, Abraham Lincoln, sau vụ ám sát gần bảy năm trước đó. Theo Mumler, bà đã mặc quần áo tang, đến thăm xưởng chụp ảnh dưới tên giả là "Mrs. Lindall", và xác nhận bóng trắng trong bức ảnh là chồng mình sau khi bị vợ của Mumler gây sức ép. Trong những năm cuối đời, Lincoln đã bị đưa vào viện tâm thần sau một phiên tòa xét xử vào năm 1875, mặc dù sau đó bà được thả dưới sự giám hộ của chị gái Elizabeth.

## Di sản
Bức ảnh đến nay vẫn chưa rõ được tạo ra chính xác như thế nào. Mặc dù phương pháp mà Mumler sử dụng được cho là phơi nhiễm kép, nhưng điều này vẫn chưa được chứng minh. Quá trình chụp ảnh đã trở nên phức tạp hơn bởi thực tế là cánh tay của Abraham dường như đặt trên vai của Mary. Vào năm 2022, nhà sử học xử lý nhiếp ảnh Mark Osterman đã chứng minh một kỹ thuật khả thi bằng cách sử dụng hai bản âm bản, được in đồng thời bằng hình ảnh của bàn tay.